# Freddy Antonio de Jesús Bretón Martínez
Freddy Antonio de Jesús Bretón Martínez (Canca La Reina, Provincia Espaillat, 15 de octubre de 1947) es un eclesiástico y escritor dominicano. Premio Nacional de Literatura 2023. Fue Arzobispo Metropolitano de Santiago de los Caballeros, Gran Canciller de la Pontificia Universidad Católica Madre y Maestra y Presidente de la Conferencia del Episcopado Dominicano.
Actualmente es Arzobispo Emérito de Santiago de los Caballeros.

## Biografía

### Formación
Inició sus estudios básicos en su comunidad de Licey al Medio. Allí, en el Seminario Menor San Pío X comenzaría luego sus estudios secundarios. Más adelante realiza los estudios filosóficos y teológicos en el Seminario Pontificio Santo Tomás de Aquino, donde obtiene su título de Licenciado en Ciencias Religiosas.
Curso para Formadores del Clero de América Latina: Medellín 1980. Curso de la Lengua Italiana: Roma 1987. Curso de Alemán: Bonn 1988. Cursos de Inglés: Santo Domingo 1971-1977. Diversas asignaturas en la Facultad de Educación, del Seminario Pontificio Santo Tomás de Aquino.

### Sacerdocio
Fue ordenado sacerdote el 10 de septiembre de 1977. Después de cuatro años de experiencia pastoral en la zona de Puerto Plata, y seis años como formador y profesor en el referido Seminario, fue enviado a Roma, como sacerdote residente del Pontificio Colegio Pío Latino Americano, y se licenció en Teología Bíblica, magna cum laude, en la Pontificia Universidad Gregoriana.
En su ministerio pastoral, ha sido vicario parroquial y párroco en la Arquidiócesis de Santiago de los Caballeros en varias parroquias; Profesor y formador en el Seminario Pontificio Santo Tomás de Aquino y decano de Filosofía; Director espiritual y Vicerrector académico. Ha sido profesor de Lengua Española y Sagrada Escritura en la Pontificia Universidad Católica Madre y Maestra (PUCMM) y en el Seminario Pontificio Santo Tomás de Aquino. Además, Miembro del Instituto Dominicano de Genealogía, columnista de las Revistas Amigo del Hogar y Perspectivas (Santo Domingo) y del Periódico Camino (Santiago de los Caballeros), coordinador del Taller literario, así como del Concurso literario del Seminario Pontificio Santo Tomás de Aquino.

## Episcopado

### Obispo de Baní
El 6 de agosto de 1998 es nombrado por Juan Pablo II como segundo Obispo de Baní. Recibió la ordenación episcopal el 19 de septiembre de 1998, y en la misma celebración tomó posesión canónica de su diócesis.  Fue nombrado, Administrador Apostólico "sede plena" de la Diócesis de Barahona, de octubre del 2005 hasta junio del 2006.

### Arzobispo de Santiago de los Caballeros
El 23 de febrero de 2015 fue nombrado por el papa Francisco Arzobispo de Santiago de los Caballeros, tomando posesión del cargo el 18 de abril de 2015, en el salón multiusos de la Pontificia Universidad Católica Madre y Maestra.
El 7 de octubre de 2023 le fue aceptada la renuncia al gobierno pastoral de la Arquidiócesis de Santiago de los Caballeros, pasando a ser Arzobispo Emérito.

## Libros publicados
Libro de las huellas (originalmente titulado Sobre la marcha), Poesía. 1985.
Bandera de algún viento, Poesía. 1991.
Voces del polvo, Poesía. 1993.
La máscara del tiempo, Relatos. 1995.
El apellido Bretón en la República Dominicana, Investigación histórico-genealógica. 2003.
Entre la voz y el fuego, Poesía. 2007.
Pasión vital, Ensayos y artículos. 2008.
La siesta del lagarto verde (reedición de La máscara del tiempo), 2010.
Cuerdos y recuerdos. Memorias. 2013.
Hilachas y retazos, Artículos. 2013.
Mis amigas las palabras, Artículos. 2014.
Obra Selecta, 2018.
Los entresijos del viento, Novela. 2019. 
Con este último obtuvo el Premio Nacional Feria del Libro Eduardo León Jimenes 2020. En el 2021 publicó los libros Recuerdos del Camino (Memorias) y también Boca de Pez (Relatos). En el 2022 vieron la luz Poesías Completas y también Vivir o el arte de innovar (Ensayos y artículos). En el 2023, Apresurando el alba (Homilías y escritos pastorales), Divagaciones postreras  y también Reincidencias. En el 2024 publicó la novela El Anacoreta, y en el 2025 la obra en prosa Esquirlas y Semillas.
Como escritor, se inició con la poesía pasando luego a la narrativa, al ensayo, así como a la autobiografía y a la investigación histórica.